# Professional Footballers Australia
Ne doit pas être confondu avec Professional Footballers' Association.
Professional Footballers Australia (« Footballeurs professionnels d'Australie », aussi appelée PFA) est le syndicat des footballeurs professionnels en Australie.

## Histoire
La Professional Footballers Australia est créée le 27 avril 1993 sous le nom Australian Soccer Players Association (ASPA). 17 joueurs de football (Kimon Taliadoros, John Kosmina, Stan Lazaridis, Robbie Hooker, et l'avocat Brandon Schwab) participent à sa création,. En août 1993, l'ASPA fait passer la prime de qualification à la Coupe du monde de $1000 à $5000.
En 1994, l'ASPA est renommée Australian Unity Soccer Players Association (AUSPA). La création du syndicat est mal perçue par les propriétaires de clubs qui défendent les valeurs du sport semi-professionnel. Les créateurs de l'association se battent en premier contre l'usage abusif des frais de transfert excessifs appliqués par les clubs pour garder leurs joueurs ou les bannir. L'association s'oppose également à imposer une limite sur les salaires des joueurs pour éviter trop de départs à l'étranger.